# Federació Catalana de Futbol
La Federació Catalana de Futbol és l'ens esportiu que gestiona el futbol català. Constituïda el 30 de novembre de 1900, té la seu a Barcelona. Des de la seva fundació fins al 1940 fou l'encarregada d'organitzar el Campionat de Catalunya. Actualment organitza totes les lligues regionals per sota del Grup V de la Tercera Divisió així com la Copa Catalunya i la selecció nacional. En futbol femení, organitza totes les lligues regionals per sota de la Preferent Femenina Catalana, a més de la Copa Catalunya femenina i la selecció femenina. Del 2009 al 2013 també va ser l'encarregada d'organitzar el Trofeu Catalunya Internacional. Forma part de la Unió de Federacions Esportives de Catalunya.

## Història

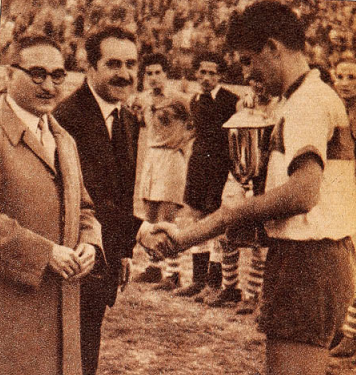
Trofeu del Torneig Internacional de Pasqua organitzat per la Federació Catalana el 1950 i guanyat per Universidad Católica.

L'11 de novembre de 1900 es funda la Foot-ball Associació, primera federació futbolística a Catalunya i a Espanya, embrió de la Federació Catalana. En fou president Eduard Alesson i n'eren membres el FC Barcelona, l'Hispània, el Català i l'Espanyol. De totes maneres aquesta fundació no reeixí.
Les incipients competicions que es començaven a disputar va portar al convenciment de crear un organisme superior als clubs, que evités rancors i organitzés les competicions amb responsabilitat. L'abril de 1902, Thomas Shields, president del comitè organitzador de la Copa Macaya, senyalà la necessitat de crear un organisme encarregat de recollir fons per adquirir un trofeu anual que es disputessin tots els clubs. El 12 de novembre de 1902, es va constituir l'Associació Clubs de Foot-ball amb el FC Barcelona, Hispània AC, Català FC, Universitari SC, Irish FC, FC Catalonia, Ibèria SC, Salut SC, Rowing FC i Club Catalunya. No trigaren a acudir-hi Club Espanyol i FC Internacional, principals integrants de la Federació Gimnàstica Espanyola, creada el 1898 a Barcelona.
El 1902 es crea el Col·legi Oficial d'Àrbitres, sota la presidència d'en Hamilton, de l'Hispània.
El 1907 l'ACF es reanomena com a Federació Catalana de Clubs de Foot-ball. El primer president en fou Isidre Lloret, de l'X Sporting Club.
El novembre de 1909 es constitueix el Col·legi d'Àrbitres depenent de l'Associació de Clubs de Futbol.
La temporada 1912-13 el FC Barcelona se separa de la Federació Catalana i funda la Foot-ball Associació de Catalunya, a la que també s'integraren Català, Avenç, Badalona, Gimnàstic (de l'Ateneu Enciclopèdic Popular), Palamós, Sparta, T.B.H., Catalunya, Sarrià, Athletic, Vilassar, Manresa, FC Mataró, Catalonia i Olot Deportiu. L'estiu de 1913 els dos organismes es fonen, celebrant-se el 30 d'agost un partit de reconciliació, entre el Barça i l'Universitari.
El 15 d'octubre de 1915 es funda de forma definitiva el Col·legi Català d'Àrbitres, el més antic d'Espanya.
El 1916 la FCCF es rebatejà com a Federació Catalana de Futbol Associació.
El 4 d'octubre de 1930 neix la Mutualitat Esportiva de Catalunya.
El 1926 es funda la Federació Balear. En els seus inicis aquesta federació depenia de la catalana i els seus campions podien participar en el Campionat de Catalunya de Segona Categoria (però no en el de primera).
La temporada 1949-50 neix el Col·legi d'Entrenadors.
El 2001, encapçalats per la Gramenet i l'Hospitalet es crea l'Associació de Clubs de Futbol de Catalunya que té com a missió la d'afavorir els equips modestos i de base.
L'any 2012, a més de la Copa Catalunya va crear la Supercopa de Catalunya de futbol limitada a la participació dels equips catalans de la primera divisió. La primera edició, però, no es va arribar a jugar mai, ja que el Futbol Club Barcelona tenia previst alinear només jugadors de l'equip filial.

## Presidents

### Eduard Alesson Gravirona(1900-1904)
Professor d'esgrima tenia una prestigiosa sala d'armes, el 5 d'octubre de 1900 va ser un dels membres fundadors de l'Hispània Athletic Club, i el primer president de l'Associació de Clubs de Futbol, entitat precursora de la Federació Catalana de Futbol. Va haver de lluitar pel control de les competicions de futbol amb la Federación Gimnástica Española.

### Josep de Togores i Muntades(1904-1905)
Cofundador del diari El Mundo Deportivo va ser el segon president de l'Associació de Clubs de Futbol de Barcelona entre novembre de 1904 i l'octubre de 1905, quan va dimitir.

### Josep Soler(1905-1906)
També president del FC Barcelona, va presidir la comissió gestora que va regir l'Associació de Clubs de Futbol de Barcelona entre novembre de 1905 i febrer de 1906.

### Udo Steinberg Werle(1906)
Després que una Comissió Gestora governés l'Associació de Clubs de Futbol de Barcelona durant uns mesos, a ser president entre el 8 de febrer i el 9 de desembre de 1906, quan Associació de Clubs de Futbol de Barcelona va desaparèixer per donar pas a la Federació Catalana de Clubs de Futbol.

### Isidre Lloret i Massaguer(1906-1908)
Havia estat membre de la Comissió Gestora i vicepresident de la Junta Directiva presidida per Udo Steinberg. Fou soci de l'Espanyol i era directiu de l'X Sporting Club, va presidir la federació entre el mes de desembre de 1906 i octubre de 1908. La seva presidència, va resultar molt polèmica, perquè va ser acusat d'afavorir els interessos de l'X Sporting Club.

### Juli Marial Mundet(1908-1909)
Jugador i president del FC Barcelona del 6 d'octubre del 1906 a l'11 de novembre del 1908.

### Rafael Degollada i Castanys (1909)
Jugador i posteriorment vicepresident i president del Català FC, havia estat vicepresident de la Federació amb Udo Steinberg i Isidre Lloret, va ocupar el càrrec durant uns mesos.

### Albert Serra Guixà (1909-1910)
Advocat de professió, fou pioner del periodisme esportiu al final del segle xix. Va escriure entre altres cròniques, la del primer partit de futbol que va jugar el FC Barcelona el 8 de novembre de 1899 contra membres de la colònia anglesa al Velòdrom de la Bonanova. També va arbitrar algun d'aquells primers partits i va col·laborar en les tasques d'organització de la Copa Macaya. Director de la revista Los Deportes i col·laborador de La Vanguardia i El Mundo Deportivo, va ser el president de la Federació entre 1909 i 1910. Va morir el 28 de juliol de 1912.

### Eugeni Beltri Cots (1910-1911)
En la seva condició de representant de la Junta Directiva del Club Universitari, va ser elegit com a president de la federació el mes d'octubre de 1910.

### Norman J. Cinnamond (1911-1912)
L'octubre de 1911 es va convertir en el nou president de la federació, càrrec del qual va dimitir l'agost de 1912.

### Josep Maria Tarruella Albareda(1912-1913)
Representant del Club Universitari, va ser elegit president l en l'assemblea celebrada el 22 d'agost de 1912. Però poc després d'arribar al càrrec es va produir una crisi molt important quan el Club Universitari i el RCD Espanyol es van posar d'acord per presentar una proposició que determinava que per poder jugar el Campionat de Catalunya els jugadors estrangers havien de demostrar dos anys de residència al país, en un intent de frenar l'incipient professionalisme que s'estava estenent en el món del futbol català. La majoria de l'assemblea va votar a favor de la mesura, però el FC Barcelona ho va considerar un atac als seus interessos i, després d'un últim i infructuós intent per arribar a un acord, va acabar marxant de la Federació Catalana per constituir una altra federació paral·lela, la Football Associació Catalana (FAC), amb setze clubs afiliats, per vint-i-cinc que s'havien quedat a la federació oficial.

### Josep Preckler Blanco (1913)
Va pertànyer a la Federació Internacional i estava molt vinculat al FC Barcelona i quan el mes de juny de 1913 va dimitir Josep Maria Torruella, va agafar el seu relleu i va cear un Consell Directiu en què un dels dos vicepresidents, va ser Narcís Masferrer.

### Francesc de Moxó Sentmenat(1912-1913)
Va ser nomenat primer president de la Football Associació Catalana entre el 1913 i el 1914, en una assemblea celebrada el 14 de desembre de 1912, l'endemà que la Federació Catalana oficial fes la seva. La Football Associació Catalana i la Federació Catalana de Futbol van organitzar dues festes paral·leles del futbol el dia de Sant Esteve i també dos campionats paral·lels que van guanyar respectivament el FC Espanya i el FC Barcelona però que van ser un fracàs de públic.

### Narcís Masferrer Sala(1913)
Persona amb molt de prestigi en el món de l'esport, en representació del FC Gladiator, es va convertir en el primer president de la Federació de Futbol de l'Est que incloïa els equips catalans de les dues federacions reconciliades més els equips valencians. Per celebrar la pau va organitzar un partit amistós entre dues seleccions formades per les dues federacions que s'havien barallat que es va disputar el 13 d'agost de 1913 i que va acabar amb empat a quatre al marcador. Poc després del naixement de la Federació de l'Est, la Federació Espanyola que també s'havia escindit en dos es va reunificar l'1 de setembre de 1913 i el 23 de setembre va reaparèixer la Federació Catalana de Futbol, amb tres representants de la federació oficial i dos de la Football Associació Catalana.

### Narcís Deop Pujals (1913-1914)
Va entrar a la presidència el 1913, malgrat que en l'assemblea del 23 de setembre de 1913 i va dimitir el 28 de gener de 1914 perquè no va voler aixecar-li un càstig a un jugador de l'Espanya que estava sancionat des de la fi de la temporada anterior, com havia demanat aquest club i com estaven disposats a fer alguns membres de la seva junta, per no crear un precedent.

### Josep Maria Tallada Paulí(1914-1915)
Directiu del RCD Espanyol, va presidir la federació durant un any. Durant el seu mandat en el RCD Espanyol, va fitxar el jugador Ricard Zamora.

### Ricard Cabot Montalt(1915 i 1923-1926)
Va ser un dels personatges més influents del futbol català i espanyol durant més de quatre dècades, i va presidir la federació en dues etapes, la primera el 1915 i la segona del 1923 al 1926. Va ser durant més de trenta anys secretari general de la Federació Espanyola de Futbol i el seu representant en els estaments internacionals. I com a advocat, va ser el legislador i l'estructurador del futbol a Espanya al redactar els estatuts i el primer reglament de la Federació Catalana, que van servir de model per a moltes altres federacions. També va ser vicepresident de la Confederació Esportiva de Catalunya, membre del Comitè Olímpic Espanyol i vicepresident del FC Barcelona. Sent secretari general de la Federació Espanyola, el juliol de 1936 el va sorprendre la Guerra Civil i va traslladar la seu de la RFEF a Barcelona i la va mantenir fins a l'acabament del conflicte.

### Joaquim Peris de Vargas(1915-1916)
Primer va ser jugador de l'Internacional i després va jugar en el FC Barcelona, del qual també va ser directiu i vicepresident de la junta presidida per Joan Gamper de 1910 a 1913. El 1914 va ser elegit president del club blaugrana, però un any després va ser forçat a dimitir, però tot i així el van nomenar president honorari de l'entitat el 1915, el mateix any en què va ser elegit president de la federació.

### Gaspar Rosés Arús(1916-1918)
Va ser elegit l'octubre de 1916 nou president en representació del FC Barcelona, club que presidia des del 25 de juny del mateix any.

### Josep Germà Homet(1918-1919)
Vocal en la Junta Directiva de Gaspar Rosés, en el moment de ser elegit president de la federació, també presidia l'Atlètic Esport Club de Sabadell i posteriorment també va ser president del Centre d'Esports Sabadell i dels Aeroclub de Sabadell i del Vallès.

### Josep Rosich Rubiera(1919-1920 i 1926-1929)
Va ser president en dues etapes diferents: del 1919 a 1920, i de 1926 a 1929. Durant la seva presidència, la temporada 1928-29 es va posar en marxa la lliga espanyola de primera divisió en la qual el FC Barcelona es va proclamar campió. El 1932 va ser també membre del Comitè Olímpic Espanyol i l'any següent va ser vicepresident sota la presidència d'August Pi Sunyer. Va ser jugador, entrenador i secretari del FC Barcelona, club del qual era soci, i l'1 de desembre de 1924 va fer de seleccionador espanyol per un partit que Espanya va jugar contra Àustria al Camp de les Corts i va guanyar per 2 gols a 1.

### Josep Julinés Oliva(1920-1921)
Va ocupar la presidència del 1920 al 1921. Va compaginar la seva tasca de directiu amb la d'àrbitre i va ser vicepresident del FC Internacional de Sants. El 1920 va entrar a la directiva del FC Barcelona sota la presidència de Gaspar Rosés, i el 1921 va passar a ser el secretari de la junta de Joan Gamper, es va convertir en el president de la secció d'atletisme del club i membre de la comissió de seguiment de les obres de construcció del camp de les Corts. Va tenir càrrecs a partir de 1927 en la Federació Catalana d'Atletisme i també va formar part de la de Federació Catalana Lluita, de la Confederació Esportiva de Catalunya i del Comitè Olímpic Espanyol.

### Josep Soto (1921-1922)
Màxim dirigent de la federació entre els mesos de desembre de 1921 i 1922, temporada en què la selecció territorial va guanyar la Copa Príncep d'Astúries de seleccions territorials després de superar la selecció asturiana a Gijón.

### Josep Buchs (1922-1923)
Màxim dirigent de la federació entre 1922 i 1923. Aquella temporada, la Federació Catalana va suspendre el mític porter Ricardo Zamora per duplicitat de fitxes després d'haver signat tant pel RCD Espanyol i pel FC Barcelona, i la selecció catalana va jugar un amistós a les Corts contra el Barça en homenatge a Joan Gamper.

### Josep Sunyol Garriga(1929-1930)
Era soci del Barça des del 1925 i havia entrat a la seva Junta Directiva el 1928, va ser elegit president de la Federació Catalana com a representant del club blaugrana. El mateix any que va deixar el càrrec, va fundar el diari La Rambla, que va posar de moda el lema 'esport i ciutadania'.

### Josep Plantada Artigas(1930-1931)
Va ser president del CE Júpiter, va entrar a la Junta Directiva de la federació el 1925 amb Ricard Cabot de president i va ocupar la presidència del 1930 al 1931, i quan va deixar el càrrec va ser nomenat el seu president d'honor. També va ser directiu del FC Barcelona durant la presidència d'Arcadi Balaguer (1925-1929) i Tomàs Rosés (1929-1930) i membre de la Federació Catalana d'Atletisme.

### Francesc Costa Martí (1931-1934)
Presidia la Lliga Amateur quan es va convertir en president de la federació el 10 d'agost de 1931, va ser elegit en una assemblea que no va tenir cap representant del FC Barcelona. Es va mantenir en el càrrec fins a la fi del 1934 en una època en la qual la Federació Catalana va tenir plena autonomia per organitzar les seves pròpies competicions concedida per la Federació Espanyola.

### Joan Baptista Roca Caball(1934-1936)
Havia entrat a la federació l'any 1933, com un dels dos representants dels clubs de primera divisió, ocupant la vicepresidència. El 1934 en fou elegit president.

### Ramon Eroles Sorribes (1936-1937)
Pocs dies després d'esclatar la Guerra Civil la Federació Catalana de Clubs de Futbol va ser decomissada en nom del Comitè Central de les Milícies Antifeixistes pel Conseller Municipal Ramon Eroles, que es va convertir oficialment en el delegat de la Generalitat de Catalunya a la federació i de facto en el nou president en substitució de Joan Baptista Roca. Malgrat que Espanya estava en guerra, la meitat del país encara funcionava i quatre clubs afiliats a la federació (Barça, Espanyol, Girona FC i Granollers) i quatre valencians (València CF, Llevant, Gimnàstic i Athletic Castelló), tots vuit en zona republicana, va poder jugar la Lliga Mediterrània, mentre una vegada acabada en va començar una altra batejada Copa de España libre que havien de disputar els quatre millors, però el Barça va renunciar a jugar-la perquè el 1937 va iniciar una gira per Sud-amèrica.

### Josep Guardia Riu (1937-1939)
Va presidir la federació formant una junta reduïda que l'any 1937 va tornar a organitzar el Campionat de Catalunya que va guanyar una altra vegada el Barça. Aquell va ser l'últim que es va jugar perquè la temporada 1938-39 es va paralitzar tota l'activitat i no es va reprendre fins que va acabar la Guerra Civil.

### Francesc Jover Sala (1939-1940)
Va ser el primer president nomenat per les autoritats franquistes. En acabar la Guerra Civil, va ser nomenat delegat gestor de la Federació Espanyola de Futbol dins de la Federació Catalana de Futbol pel Consejo Nacional de Deportes, nou organisme encarregat de l'organització de l'esport espanyol, que depenia directament de la Falange Española. La seva missió inicial va ser la de reorganitzar la federació i la de tornar a posar en marxa les competicions i l'activitat federativa, i quan ho va aconseguir, el mes de setembre del mateix 1939 va ser nomenat president de la que es va anomenar Federación Regional Catalana de Futbol. Entre les seves funcions tenia també la de proposar els presidents dels clubs catalans a la Federació Espanyola, com així ho va fer el mes de març de 1940 amb els dels sis equips que en aquella època militaven en categoria nacional espanyola: Enrique Piñeyro, marquès de la Mesa de Asta (FC Barcelona), Genaro de la Riva (RCD Espanyol), Antoni Tamburini (CE Sabadell), Ramon Sanllehy (Girona FC), Evarist Murtra (EC Granollers) i Ramon Giralt (CF Badalona).

### Francisco Javier de Mendoza Arias de Carvajal (1940-1945)
En possessió de les més altes condecoracions militars i de guerra, s'havia incorporat el 13 de març de 1940 a la Junta Directiva del FC Barcelona presidida per l'Marquès de la Mesa d'Asta i poc després va ser nomenat nou president de la Federació Catalana. Quan va entrar a la presidència ja s'havia deixat de jugar definitivament el Campionat de Catalunya i quedaven només com a competicions oficials la lliga espanyola i la Copa del Generalísimo. Durant el seu mandat el futbol català va ser gairebé escombrat i va viure importants escàndols com l'11-1 del Reial Madrid al FC Barcelona a l'estadi de Chamartín en unes semifinals de Copa.

### Agustí Pujol Sevil(1945-1946, 1947-1950, 1954-1956)
Jugador i dirigents del Club Gimnàstic de Tarragona, va ser president durant sis anys en tres etapes diferents. De 1945 a 1946, de 1947 a 1950 i de 1954 a 1956, etapa aquesta última que va començar presidint una comissió gestora abans de ser el president oficial. La seva tasca a la federació va suposar l'inici d'una gran trajectòria directiva. També va ser vocal a la Federació Espanyola en diverses etapes a partir de 1946, membre de la Comissió de Reformes d'estatuts de la FIFA des de 1950, membre del Comitè Executiu de la UEFA a partir de 1956, i president de la Comissió de la Copa Internacions i vicepresident de la UEFA de 1964 a 1968.

### Francisco Sainz Giménez (1946-1947)
Soci del RCD Espanyol havia estat el nou secretari de la federació quan aquesta es va tornar a posar en marxa el 1940, va ser nomenat president el mes de setembre de 1946, però només va romandre nou mesos en el càrrec, perquè el mes de juny de 1947 va dimitir en solidaritat amb el president del RCD Espanyol, Francisco Roman, quan aquest va ser destituït per queixar-se que la final de la Copa del Generalíssim que havia de jugar contra el Reial Madrid, fos adjudicada a la Corunya, un lloc de difícil desplaçament des de Barcelona. A principis dels anys seixanta, el RCD Espanyol el va nomenar soci de mèrit.

### Ramon Capdevila Carbó (1947 i 1957)
Amb més de quaranta anys de trajectòria com a tresorer de la federació, va ser dues vegades president interí de la institució. La primera el mes de juny de 1947, quan va substituir el dimitit Francisco Sainz fins que Agustí Pujol no va prendre possessió com a nou president. I deu anys més tard va ser president interí per segona vegada entre la dimissió de Narcís de Carreras, el mes de març de 1957, i el nomenament de Francisco Román.

### Augustí Arañó Viñals (1950-1953)
Va entrar el 1948 a la Junta Directiva de la federació com a vicepresident i El 1950 va substituir interinament el seu president, Agustí Pujol. El 30 de gener de 1951 va ser confirmat oficialment com a president i va ocupar el càrrec fins al mes d'agost de 1953, quan va dimitir per ser nomenat vocal de la Federació Espanyola. Abans, en els anys quaranta, havia format part de la Junta Directiva del FC Barcelona presidida pel Marqués de la Mesa de Asta i havia estat vicepresident en l'encapçalada per Agustí Montal Galobart. L'octubre de 1954 va tornar a la federació, aquesta vegada com a vicepresident en una Junta Directiva encapçalada per segona vegada per Agustí Pujol.

### Francisco Gimenez-Salinas Filvà (1953-1954)
Membre del RCD Espanyol, va ser el president de la federació del 20 de setembre de 1953 fins al 4 d'agost de 1954, quan la Federació Espanyola va destituir tot el Consell Directiu en ple. S'havia incorporat el maig de 1952 a la Junta Directiva de la federació que presidia August Arañó substituint la baixa de Lluís de Caralt, i poc després va assumir el lloc de secretari abans de ser nomenat president. Quan va deixar la federació va seguir vinculat amb el RCD Espanyol i durant els anys seixanta va formar part de la Junta Directiva del Reial Club de Tennis Barcelona.

### Narcís de Carreras Guiteras(1956-1957)
Va encapçalar la junta gestora que es va formar a la federació quan Agustí Pujol va deixar la presidència el 1956.

### Francisco Roman Cenarro(1957-1961)
Va presidir la federació des de l'any 1957 fins a l'octubre del 1961, quan va dimitir. També era soci del Club Natació Barcelona i durant els anys trenta havia estat vocal de la Junta Directiva del Catalunya Football Club, president del RCD Espanyol entre el 1942 i el 1947, quan va dimitir en protesta perquè l'equip va haver d'anar a jugar una final de Copa contra el Reial Madrid a La Corunya. Va ocupar igualment diversos càrrecs a la Federació Espanyola de Futbol i al seu Comitè de Competició, i va ser vicepresident i representant espanyol del Comitè Executiu de la Copa de Ciutats en Fires. També va ser un dels fundadors de l'Agrupació de Futbolistes Veterans de Barcelona.

### Antoni Julià de Capmany(1961-1964)
Va ser president entre el mes d'octubre de 1961 i el 24 de juliol de 1964.

### Pau Porta Bussoms(1964-1975)
De jove havia jugat a futbol i a rugbi i havia estat boxejador, durant uns mesos va compartir el càrrec de president amb el de president de la Federació Catalana de Boxa, que va presidir de 1963 a 1965. Abans d'arribar a la Federació Catalana de Futbol havia estat membre del Consell Directiu del RCD Espanyol des del 1958 al 1962, any en què va entrar a la Comissió Gestora de la Federació Espanyola de Futbol i es va quedar com a vocal a la Junta Directiva de 1962 a 1967. Mentre va ser president de la Federació Catalana de Futbol va ser també vicepresident de la Federació Espanyola i president del Comitè Nacional Juvenil i Aficionat (1967 a 1975), i també va ser membre de la Comissió Júnior de la UEFA des de 1974. El 1975 va ser nomenat president de la Federació Espanyola de Futbol. De 1978 a 1990 va ser membre del Consell Executiu de la FIFA, organisme en el qual va presidir nombroses comissions, i de la qual el 1995 va ser nomenat membre honorífic vitalici.

### Antoni Guasch Carreté(1975-1989)
Va jugar a la UE Sant Andreu i posteriorment va formar part de la seva Junta Directiva, de la qual va ser president durant sis anys, de 1952 a 1958. Quan va deixar la presidència del Sant Andreu va entrar a la federació com a membre del seu Comitè Tècnic i a partir de la temporada 1961-62 va formar part de la seva Junta Directiva. Fins al 1973 va ser vocal, de 1973 a 1975, vicepresident, i a partir de 1975, president. Durant la seva presidència la Federació Catalana va viure una gran expansió pel que fa al nombre de llicències i de clubs i el 1984 es van aprovar els seus nous estatuts adaptats a la normativa de la Direcció General de l'Esport i va gaudir per tant de personalitat jurídica pròpia. Catalunya va ser una de les seus del Mundial de futbol de 1982 i es van inaugurar molts camps arreu del país. El 1979 va ser elegit membre de la Junta Directiva de la Reial Federació Espanyola de Futbol i posteriorment també membre del seu Comitè Executiu fins al 1988. De 1978 a 1985 també va ser membre de la comissió rectora de la Mutualitat de Futbolistes Espanyols i va formar part del Consell Directiu de la Unió de Federacions Esportives de Catalunya sota la presidència de Joan de la Llera i Trens cap a la fi dels anys 80. També va formar part de la Junta Directiva de l'Associació Catalana de Dirigents de l'Esport.

### Antoni Puyol Lebon(1989-2001)
Després d'una curta etapa com a jugador en el Plus Ultra, l'Hostafrancs i l'Atlètic Ibèria, va ser directiu d'aquest últim club durant trenta-dos anys, disset com a membre de la seva Junta Directiva (1949-1966) i quinze com a president (1966-1981). El mateix 1981 va entrar com a vocal a la Junta Directiva de la federació de la qual va ser vicepresident adjunt abans d'arribar a la presidència el 1989. Durant el seu mandat també va ser vocal i posteriorment vicepresident de la Federació Espanyola (1992-2001), delegat de la selecció espanyola (1995-1998), membre de la Comissió Nacional Antiviolència en representació de la Federació Espanyola (1996-1998), i president de la Comissió de Clubs de Segona Divisió B en el mateix període. I a nivell internacional, també va ser membre de la Comissió de l'Eurocopa sub-21 de la UEFA entre 1996 i 2000. Va donar un gran impuls als partits de la selecció catalana, i durant la seva presidència es va crear també la Primera Divisió Catalana, transformada el 1993 en la Copa Catalunya.

### Jaume Roura Calls (2001-2005)
Durant la seva joventut va jugar en el FC Vilassar i anys més tard es va convertir en president d'aquest club, va entrar el 1989 com a tresorer i vicepresident a la Junta Directiva de la federació encapçalada per Antoni Puyol després d'haver estat delegat federatiu entre 1981 i 1984 i membre del seu Comitè de Competició entre 1984 i 1989. El 1993 va renovar el càrrec de vicepresident encarregat de l'àrea econòmica fins al 2001. Durant la seva presidència va formar part també de la Comissió Delegada de la Federació Espanyola de Futbol, va potenciar els partits de la selecció catalana absoluta, que es va enfrontar dues vegades a la campiona del món Brasil i una a l'Argentina, i va promoure les ajudes al futbol base i la instal·lació de gespa artificial en molts camps de futbol. També va ser president de la Federació de Veterans del Maresme i del Vallès, i de la Mutualitat de Futbolistes de Catalunya.

### Josep Maria Vallbona Zubizarreta (2005)
Es va convertir en el president interí de 2005. Va entrar a la
 el 1972 com a membre del seu Comitè de Disciplina, president del seu Comitè d'Apel·lació i jutge únic de Tercera Divisió estatal, el 1998 va entrar a la Junta Directiva i va arribar al càrrec de vicepresident, el qual el va portar a la presidència interina el 2005 entre els mesos de febrer i octubre. També entre el 1991 i el 1993 havia estat membre i president del Comitè d'Apel·lació de la Reial Federació Espanyola de Futbol, del Comitè Jurisdiccional de la qual va ser membre entre 2002 i 2004. Entre 1999 i 2001 va ser vocal del Tribunal Català de l'Esport.

### Jordi Roche Puigdevall (2005-2008)
Va ser futbolista fins a la categoria juvenil i de 1998 a 2000 va ser vicepresident del Girona FC, i de 2000 a 2005 president. Va entrar a la federació durant el mandat de Jaume Roura com a adjunt en la Comissió de Segona Divisió B i Tercera Divisió, i el 8 d'octubre de 2005, va ser elegit president, però el 14 de juny de 2008 va dimitir sense acabar el seu mandat.

### Ricard Campoy Gómez (2008-2009)
En la seva qualitat de vicepresident, va substituir interinament Jordi Roche com a president quan aquest va dimitir el mes de juny de 2008 i va acabar el mandat fins al juny de 2009. Va ser membre de les juntes directives del Club de Futbol Terrassa i la Unió Esportiva Figueres, club del qual va ser vicepresident, va ser assessor del Club Esportiu Europa, i el 1989 va entrar com a vicepresident de la junta presidida per Antoni Puyol. En els dinou anys següents va mantenir el càrrec de vicepresident en les juntes directives presidides per Jaume Roura, Josep Maria Vallbona i Jordi Roche, fins que es va convertir durant un any en el seu president interí. Durant aquests anys també va ser vocal de la Junta Directiva de la Federació Espanyola de Futbol i membre de la comissió del seu centenari.

### Jordi Casals Vilalta (2009-2011)
Va ser jugador en actiu fins als 34 anys en el Múrcia, Prat, Júpiter i Santboià, club que també va presidir des de 2002 fins a 2009. Va arribar a la presidència de la federació el 14 de juny de 2009, i es va mantenir en el càrrec fins al mes de desembre de 2010, quan va passar a presidir una junta gestora fins que es van celebrar unes noves eleccions el mes de març de 2011, després de la dimissió de quinze dels seus directius.

### Andreu Subies Forcada(2011-2018)
Va jugar a futbol durant molts anys en equips com l'AEM Lleida, l'Alpicat, l'Artesa de Segre, el Torrefarrera, l'Alcarràs, l'Almacelles i el Benavent, club del qual va ser president entre 1999 i 2010 i el va pujar de Tercera Territorial Catalana a Tercera Divisió Nacional espanyola. El 2005 va entrar com a delegat territorial de la Federació Catalana a Lleida, càrrec que va ocupar fins al 2008, i de 2008 a 2010 va ser vicepresident de la seva Junta Directiva fins que el desembre de 2010 va dimitir i es va presentar a les eleccions a la presidència. El mateix 2010 va rebre el premi al millor directiu esportiu de Lleida atorgat per l'Associació de la Premsa d'aquesta demarcació. El càrrec de president li va comportar també un lloc a la Junta Directiva de la Federació Espanyola i al Consell Directiu de la Unió de Federacions Esportives de Catalunya. També és patró de la Fundació de Veterans del FC Barcelona. El 31 de juliol de 2018 anuncia que deixa el càrrec de president de la federació per dedicar-se de forma íntegra a la vicepresidència de la Federació Espanyola amb Luis Rubiales.

### Joan Soteras Vigo(2018-)
Tintorer i empresari de tints i acabats, va ser president del Centre d'Esports Sabadell en dues etapes (1994-1996 i 2006-2013). Es va convertir en president interí de la federació després de la renuncia al càrrec d'Andreu Subies. El 2022 va revalidar el càrrec.

## Tornejos organitzats per la federació catalana
- Torneig Internacional de Pasqua[15]